# Otrar
Otrar eller Utrar (kazakiska: Отырар Otırar; även kallad Farab) är en spökstad som en gång var en stad längs Sidenvägen genom Kazakstan. Otrar var en betydelsefull stad i Centralasiens historia, belägen på gränsen mellan bofasta och jordbrukande civilisationer. Staden var centrum i en stor oas och ett politiskt distrikt och utgjorde en central knutpunkt mellan Kina, Europa, Främre Orienten och Mellanöstern, Sibirien och Ural. Sedan 24 september 1998 är Otrar tillsammans med fem andra fornminnen uppsatta på Kazakstans tentativa världsarvslista under namnet Arkeologiska lokaler i Otraroasen.

## Arkeologiska fynd
Bosättningsområdet är cirka 2 kvadratkilometer. De lägsta lagren är daterade från först århundradet och de äldsta monumenten från 1200- till 1500-talen. Otrar var en typisk Centralasiatisk fästning. Den centrala fästningen och Shahristan (befästa staden) bildade en cirka 18 meter hög höjd med fem hörn. Utgrävningar har visat att det var en avancerad stad med monumentala byggnader. Staden var tätbefolkad: husen stod nära varandra och bildade kvarter. Två badhus, daterade till mellan 800- och 1200-talen, har hittats i förstaden utanför stadsmuren. Baden hade centrala rum för bad och massage, omklädningsrum, vilorum och bönerum. Skålar som grävts fram nära två smältugnar bidrar till påvisandet att Otrar var ett centrum för keramikproduktion i Centralasien.